# تور أورفيغ
تور أورفيغ (بالنرويجية: Tor Ørvig) ولد سنة 1916 وتوفي سنة 1994 عالم حفريات سويدي ولد في النرويج، وقام باستكشاف أنسجة الفقاريات المبكرة. كان أستاذا في المتحف السويدي للتاريخ الطبيعي في ستوكهولم وعضوا في الأكاديمية الملكية السويدية للعلوم.